# Anton Schaars
Antonius (Anton) Johannes Schaars (Deventer, 5 juni 1887 - aldaar, 4 februari 1963) was een Nederlandse geestelijke. Hij was priester in de Rooms-katholieke kerk. Schaars geniet vooral bekendheid wegens zijn verzetsactiviteiten in Velp tijdens de Tweede Wereldoorlog.

## Levensloop
Schaars werd geboren in de Assenstraat 10 in Deventer. Hij studeerde aan het Canisius College in Nijmegen en ging daarna naar het seminarie in Culemborg en Rijsenburg. In augustus 1910 werd hij door bisschop Henricus van de Wetering tot priester gewijd. Daarna was hij kapelaan in op Ameland en vervolgens in Hengelo, Heino, Arnhem en Zeist. Na die periode was hij tien jaar priester in Doornik in de Betuwe, waar dankzij zijn inspanning een katholieke school verrees.
Drie jaar voor de oorlog, in 1937, arriveerde Schaars in Velp. Hij zag al vroeg het gevaar van het nazisme en waarschuwde vanaf de kansel van zijn Onze Lieve Vrouwe Visitatiekerk voor Hitler. Samen met het echtpaar Jo en Suzzy Timmermans zette hij in 1940 een ontsnappingsroute op voor ontsnapte Franse krijgsgevangenen. Schaars maakte daarbij waarschijnlijk gebruik van zijn contacten met kloosters. Daarnaast bood hij onderdak aan neergestorte geallieerde piloten. Samen met de communist Dirk van der Voort schreef hij in 1942 een manifest waarin hij boeren opriep hun oogst te vernietigen om zo de nazi's te dwarsbomen.
De Duitsers kregen weet van Schaars' inzet rond de ontsnappingsroute. Op 5 mei 1942 werd zowel pastoor Schaars als het echtpaar Timmermans gearresteerd. Alle drie zaten tot het einde van de oorlog vast in Duitse concentratiekampen. Na een verblijf van twee maanden in het zogeheten Oranjehotel in Scheveningen kwam Schaars via Kamp Amersfoort en Kamp Vught aan in Dachau. Daar maakte hij op 29 april 1945 de bevrijding mee. Zijn assistent en medepriester Jan Campman viel in januari 1944 in handen van de bezetter en overleefde de oorlog niet.
Bij terugkeer in Velp op 26 mei 1945 werd Schaars, gehuld in kampkleding, rondgereden in een open rijtuig. Hij pakte zijn werk in Velp weer op tot zijn pensioen in 1956. Door de Franse regering werd hij onderscheiden met het Oorlogskruis en het Legioen van Eer. In Velp is de Pastoor Schaarsstraat naar hem vernoemd.

## Postuum
Schaars werd aanvankelijk begraven op de begraafplaats Heiderust in Rheden. In november 2016 werd hij herbegraven op de begraafplaats aan de Bergweg in Velp. Twee foto's van Schaars feestelijke terugkeer in Velp zijn in 2015 vastgelegd in twee bevrijdingsramen van de Grote Kerk van Velp.